# Motorový vůz 812
Motorový vůz řady 812 je prototyp železničního motorového vozu v provozu Českých drah, který vznikl přestavbou motorového vozu 810. Jediný vyrobený kus je známý pod jménem „Esmeralda“ a nese označení 812.613. Poznatky z této rekonstrukce byly použity při přestavbě vozů řady 810 na řadu 814, tzv. jednotky „Regionova“.

## Rekonstrukce
Cílem rekonstrukce bylo nikoli pouze vylepšení vlastností vozu, jako u dřívější přestavby dvou vozů řady 810 na motorové vozy 811, ale také zvýšení komfortu pro vlakovou četu i cestující. Na voze bylo provedeno maximum možných úprav s tím, že do sériové výroby budou využity pouze úpravy, které se ukážou jako účelné.
Oproti řadě 810 byl zvýšen výkon o více než 100 kW na 242 kW (nový přeplňovaný motor LIAZ a převodovka Voith), vůz je také o půl metru delší díky dosazení nových laminátových čel, které zvětšily malý prostor pro strojvedoucího. Snížil se však počet míst k sezení z původních 55 na 36, zato se zvýšil komfort cestujících díky uspořádání sedadel vždy po páru proti sobě s opěrkami hlavy i rukou (ve voze 810 byla sedadla uspořádána také naproti sobě, na jedné straně však po třech a na druhé po dvou a byla bez opěrek). Vůz je také vybaven informačním systémem pro cestující.

## Vývoj, výroba a provoz

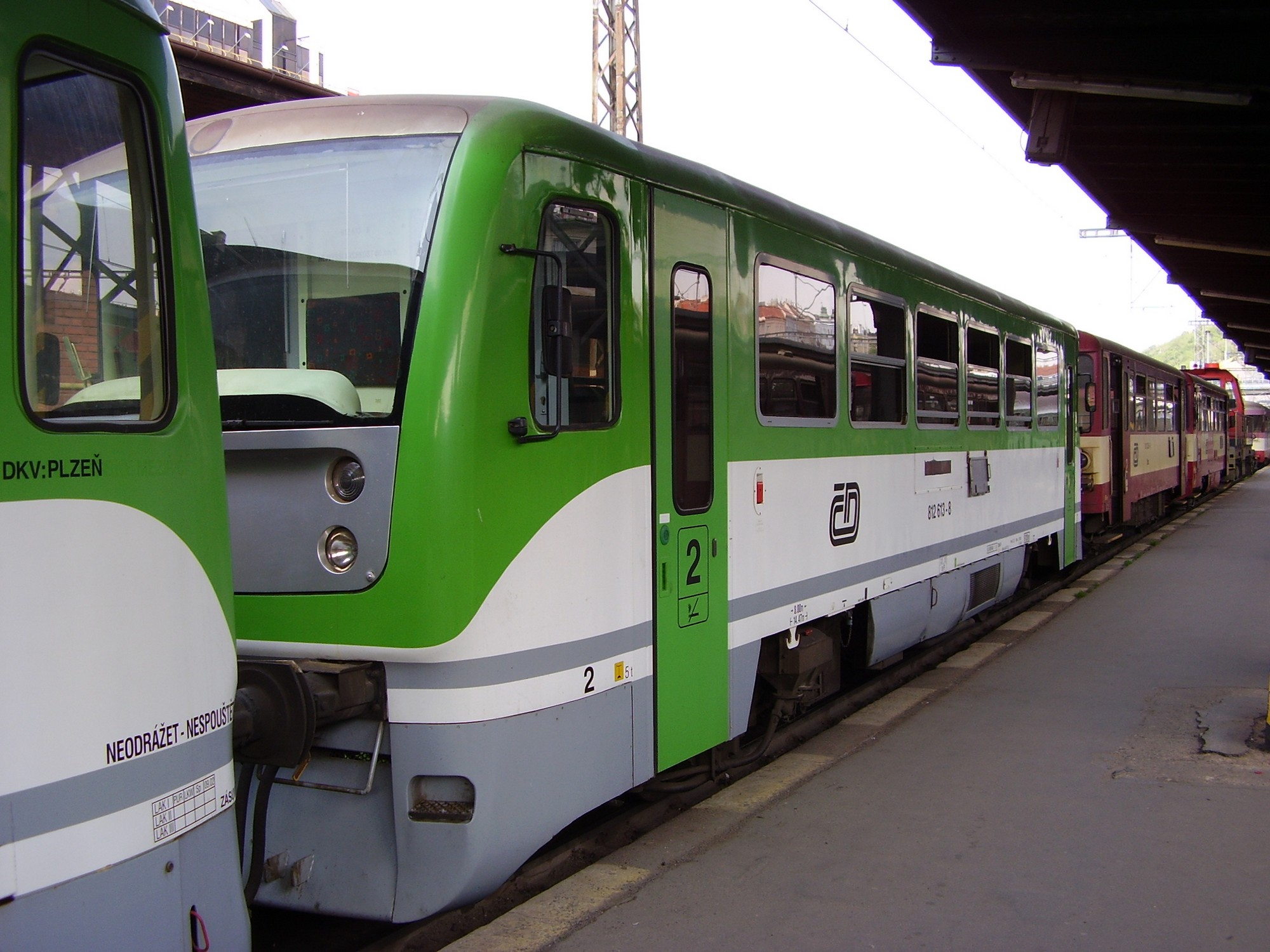
Motorový vůz 812.613 na Masarykově nádraží v Praze

Jediný motorový vůz 812.613 vznikl v roce 2001 přestavbou z původního vozu 810.613, který byl vyroben v roce 1982 v rámci šesté série motorových vozů řady 810 ve Vagónce Studénka. Modernizace byla provedena v šumperské společnosti Pars nova. Vůz 810.613 byl vybrán, neboť se měl podrobit opravě po těžké nehodě, proto bylo rozhodnuto, že prototypová rekonstrukce na řady 812 bude provedena právě u něj. Modernizace proběhla v Šumperku od jara do září 2001, kdy byl jako nepojízdný exponát představen na Mezinárodním strojírenském veletrhu v Brně.
Začátkem roku 2002 absolvoval různé zkoušky, od února 2002 byl zařazen do zkušebního provozu v okolí Valašského Meziříčí v režimu motorové lokomotivy (tedy jako prázdný vůz bez cestujících táhnoucí přípojné vozy). Důvodem tohoto opatření byl fakt, že vůz jezdil stále s původními nápravami, nové ještě nebyly dodány. Ty byly osazeny v lednu 2003, do zkušebního provozu s cestujícími byl vůz zařazen v dubnu 2003. Poté jezdil v Šumperku, Valašském Meziříčí a Klatovech, od konce roku 2003 byl vůz provozován v PJ Rakovník a to nejčastěji na trati Rakovník – Kladno – Praha v soupravě s řídicím vozem 912.001 (od roku 2010 označen řadou Bfbdtanx792), který vznikl v roce 2002 rovněž pouze jako prototyp. Od roku 2008 byl pravidelně řazen na trať 174 Beroun – Rakovník s řídicím vozem řady Bfbdtanx792 a vloženým vozem řady Btax781 taktéž zelené barvy. V červnu 2012 byl i s řídicím vozem odstaven v Rakovníku a v listopadu převezen do depa Louny.
V květnu 2014 byla celá souprava (Esmeralda s vloženým vozem v zelené barvě a s řídícím vozem Bfbdtanx792) upravena na tzv. Cyklohráček. Tento vlak byl vybavený dětskými hrami a hračkami a zároveň uzpůsobený pro přepravu kol a byl tak určený pro rodinné výlety a/nebo cyklovýlety. Nasazen byl na trať Praha Masarykovo nádraží – Slaný. Na jaře roku 2016 přibyl do soupravy další vložený vůz, který byl upraven na hernu. Tomuto vozu byl jako jedinému ze soupravy ponechán původní červeno-krémový nátěr. V roce 2019 byl vůz 812.613 v soupravě Cyklohráčku nahrazen lokomotivou řady 714. Tuto výměnu si vyžádal pro čtyřvozovou soupravu nedostatečný výkon a adhezní hmotnost motorového vozu, kterému již v roce 2018 musela za zhoršených adhezních podmínek pomáhat právě lokomotiva řady 714. S motorovým vozem bylo dále počítáno pouze jako s posilou či zálohou za některý vložený vůz Cyklohráčku. S dalším pravidelným provozem motorového vozu České dráhy nepočítaly.
V roce 2020 byl již vůz veden jako neprovozní. V červenci 2025 byl vůz zařazen do prodeje spolu s dalšími nepotřebnými vozidly Českých drah.